# Nintendo eShop
Nintendo eShop (jap. ニンテンドーeショップ Nintendō īShoppu) – platforma dystrybucji cyfrowej stworzona przez Nintendo dla konsol Nintendo 3DS, Wii U oraz Nintendo Switch jako część Nintendo Network. Jest następcą sklepów Wii Shop z Nintendo Wii oraz DSiWare z Nintendo DSi.
Nintendo eShop udostępnia użytkownikom gry komputerowe (zarówno w wersji cyfrowej dostępne wyłącznie przez eShop, jak i te dostępne również fizycznie na nośniku), wersje demonstracyjne gier, aktualizacje na fizycznych nośnikach, filmy (przeważnie animacje), wiadomości nt. gier oraz zwiastuny i inne klipy o grach pochodzące od producentów (np. Nintendo Direct czy poradniki wideo). Udostępnia również treści z DSiWare (na 3DS), Wii Shop Channel (na Wii U) oraz usługę Virtual Console.
Nintendo eShop podzielone jest na regiony – Europę, USA i Japonię. Dostęp do danego regionu uzależniony jest od ustawień konta My Nintendo. Oznacza to, że mając konto europejskie nie można robić zakupów w Nintendo eShop dla USA czy Japonii.
27 marca 2023 roku usługa na platformach Nintendo 3DS oraz Wii U została wyłączona. Od tego czasu nie jest możliwe dokonywanie zakupów, ale nadal można pobrać zakupione wcześniej oprogramowanie.